# Bertrand Embriaco
Bertrand Embriaco, mort assassiné après 1258, est un noble d'origine génoise issu d'une branche cadette de la famille Embriaco. Il est le fils d'Hugues Embriaco, et de son épouse Maria Porcelet. Par la lignée paternelle, il est le petit-fils de Bertrand Embriaco et Doleta d'Arménie, fille du prince roupénide Stéphane d'Arménie, et donc l'arrière petit-fils de Guillaume II Embriaco, seigneur du Gibelet.
Il épouse Béatrix de Saint-Siméon, avec qui il a quatre enfants :
- Barthélemy Embriaco (mort en 1289), qui devient régent du Gibelet pour Pierre Embriaco et qui épouse Helvise de Scandalion, d'où postérité :
  - Bertrand Embriaco († 1289), régent de Tripoli, marié à une dame du Gibelet ;
  - Hugues Embriaco, qui épouse Catherine de La Roche ;
  - Agnès Embriaco, qui épouse Gauvain de La Roche puis Pierre Embriaco, seigneur du Gibelet.
- Guillaume Embriaco, qui meurt exécuté en 1282 à Nephin avec ses cousins Guy, Jean et Baudouin par Bohémond VII de Tripoli ;
- Lucie Embriaco, qui épouse Jean de Boutron, seigneur de Boutron ;
- Marguerite Embriaco, qui épouse Baudouin d'Ibelin, seigneur de Korakou et Vitzada.

En 1252, lorsque la princesse veuve Lucienne de Segni se fait retirer la régence par son fils Bohémond VI d'Antioche, elle parvient à maintenir plusieurs de ses favoris à des postes importants à Tripoli, ce qui provoqua le mécontentement des barons locaux.
En 1258, pendant la guerre de Saint-Sabas, les barons natifs mécontents de Bohémond VI se rebellent contre lui. Ils se sont regroupés autour de Bertrand, qui possède de grandes propriétés dans et autour de la seigneurie du Gibelet, dans le comté de Tripoli, et en son gendre, Jean de Boutron, seigneur de Boutron, et cousin au second degré de Bohémond. La même année, les barons marchent à Tripoli, où Bohémond réside, et assiègent la ville. Bohémond tente une contre-attaque mais est vaincu et blessé sur l'épaule par Bertrand lui-même.
Bohémond est alors forcé de rester assiégé dans la ville jusqu'à ce que les Templiers envoient des hommes pour le libérer. Par vengeance, Bertrand met le feu aux environs. Mais plus tard, alors que Bertrand visite l'un de ses villages, des paysans armés l'ont soudainement attaqué et l'ont assassiné, sa tête étant coupée et envoyée en cadeau à Bohémond. Intimidés, les rebelles se retirent alors au Gibelet. À partir de cet instant, une hostilité mortelle s'installe entre les familles d'Antioche et Embriaco.